# 市立戦隊ダイテンジン
『市立戦隊ダイテンジン』（しりつせんたいダイテンジン）は、六道神士による成人向けギャグ漫画。「カイザーペンギン」誌（辰巳出版）において、1994年から1995年まで連載された。全9話。英語表記は『 Municipal Forces DAITENZIN 』。
1999年、作者が同じ『エクセル・サーガ』がテレビアニメ化された際、エクセル・サーガの設定を踏襲した形で同アニメに登場した。エクセル・サーガは本作を叩き台にして描かれた作品であるため、原作漫画にもダイテンジンのキャラに良く似た人々が登場する。ただし作者は設定の流用は認めるが、あくまで"別の作品"であることを強調しており、作品世界としての繋がりは薄い。
掲載誌の廃刊などもあり長らく単行本化はされなかったが、1997年から作者個人の同人誌で作品はまとめられ、2001年に大都社から『市立戦隊ダイテンジン 六道神士初期作品集』として刊行された。全1巻。

## 概要
蒲腐博士の下に集う5人の若者は、戦闘スーツに身を包み「市立戦隊ダイテンジン」として日々正義のヒーローとして活躍する……わけではなく、悪の限りを尽くす。ダイテンジンの主な活動は、市民を思想犯の容疑者として拉致監禁したり、その容疑者を秘密基地で尋問と称し色々したり、気分で街を破壊したり、大天号という名の単車に6人乗りしたり……。本作はダイテンジンのメンバーや周囲の人間が巻き起こす成人向けスラップスティックコメディである。
本作中に出てくる地名は全て福岡市内となっている。また本作の掲載された雑誌は成年向けであったが、作者曰く「ヴィジュアル面で期待されていなかった」ため、エッチシーンを描くことに重きを置いていなかった。そのため性的な描写は徐々に減り、第7話以降は最終話まで1話16ページのうち、エッチシーンは1ページ分あるかないかにまでになった。

## 主な登場人物
ダイテンコア（赤）
ツンツンしたザンギリ頭の青年で、市立戦隊ダイテンジンリーダー。テンションが高くバカ。イムズに手を出して返り討ちにあったり、レディスに容赦なく突っ込まれたりと、扱いは軽い。早漏。容姿や性格は『エクセル・サーガ』の岩田紀國に受け継がれている。
ダイテンイムズ（黒）
ロン毛でツリ目の青年。惚れっぽくプライドが高いが、幸薄い。コアよりケンカは強いが、先に手を出される側なので勝っても余計なケガは負う。容姿や性格は入院ネタと共に『エクセル・サーガ』の渡辺通に受け継がれている。
ダイテンアイガン（黄）
眼鏡をかけた太った青年。ダイテンジンの中では常識的で、いつも落ち着いており、行動的ではない。そのため成人向け漫画としての本分は果たしていない。第1話の二言以外、吹き出しを出さずに喋る。容姿や性格は独特な喋り方と共に『エクセル・サーガ』の住吉大丸に受け継がれている。
ダイテンソラリア（緑）
見た目は子供のようなポニーテールの少年。外見やノリの明るさとは裏腹に、性格は鬼畜かつ外道で嗜虐志向がある。巨根。一応今泉という苗字がある。作者曰くエロマンガ用キャラとしてデザインされたため、『エクセル・サーガ』で該当するキャラはいない。ただしその明るい性格などは、六本松二式に受け継がれているとも言える。またソラリアの名は別の形で受け継がれている。
ダイテンレディス（桃？）
金髪ロングのダイテンジンでは紅一点の女性。当初は第2話で濃厚なエッチシーンを披露するものの、大した特徴はないキャラだった。しかし中盤から冷静なツッコミキャラになってゆき、また一切性的な言動もなくなる。作者曰く特徴が無いので『エクセル・サーガ』で該当するキャラはいない。ただし後半の性格の傾向や5人の中での立ち位置などは、松屋美咲に受け継がれているとも言える。
蒲腐博士（かばぷはかせ）
横に広い髪と立派なヒゲが特徴的なダイテンジンの親玉。ダイテンジンのために怪しげな装備やメカを開発している。ダイテンジン絡みで苦情の電話が来ると、沢山並んだ市街破壊用のスイッチを満足気に押して対象を消す。最終的には強引なやり口を市議に弾劾され、破壊の限りを尽くす。キャラ全般が『エクセル・サーガ』の同名キャラに受け継がれている。
イルパラッツォ
耽美でクールな外見の反面、ノリがよくややおバカなダイテンジンの対立組織の首領。部下のエクセルが暴走すると、天井のヒモを引いてエクセルを奈落に落とす。容姿や立ち位置は『エクセル・サーガ』の同名キャラに受け継がれているが、本作ではかなりギャグ寄りの性格をしている。
エクセル
やたらハイテンションでかなりおバカなイルパラッツォの部下。秘密基地内で暴走しては奈落に落とされる。毒や刃物でダイテンジンの暗殺を企むが、返り討ちにあってイムズに公衆の面前で辱められたり、国家権力に屈したりして失敗する。キャラ全般が『エクセル・サーガ』の同名キャラに受け継がれているが、本作では輪をかけてテンションが高い。
ソラリアの後輩
宗教勧誘を装った美人局の女性。ソラリアの方が一枚も二枚も上手だったため企みは失敗したが、このキャラの容姿などは『エクセル・サーガ』のハイアットに受け継がれている。

## アニメ版エクセルサーガにおけるダイテンジン
アニメ版「エクセル・サーガ」第18話のサブタイトルが「市立戦隊ダイテンジン」である。この回は「たぶん史上初、同人誌を元ネタとした一本（前回の次回ナレーションより）」であるが、あくまでも元ネタである。この回では、市街安全保障局のメンバーが、蒲腐博士によってダイテンスーツを強制的に着させられ、なかば脅迫的に「市立戦隊ダイテンジン」にさせられる。悪を最低10個討たなければ、スーツが脱げないためメンバーは、どんな些細な悪をも倒すために市街で破壊活動を繰り広げてゆくが…。
このほか、市街安全保障局のメンバーがテンジンスーツを着て登場するのは、第22話「侵略、おふくろ様」（宇宙からの侵略者から市街を守るためにテンジンスーツを着るが、話には絡まずスタコラサッサと逃亡した）と第24話「君のためなら死ねる」、第25「やりにげ」がある。特に第24話では4人+2体という本来の設定ではあり得ない構成で大天号（ミニスクーター）6人乗りの再現を果たした（原作内では5人+1人（拉致）で6人乗り）。
アニメ版での配役と色は以下の通り。詳しい登場人物の解説はエクセル・サーガ本項を参照。
- 岩田 - コア - 赤
- 渡辺 - イムズ（アニメ本編では『イズム』と呼称） - 青
- 住吉 - アイガン - 黄
- 松屋 - レディス - 緑
- 六本松一式 - ソラリアその1 - 紫
- 六本松二式 - ソラリアその2 - 桃

## 同人誌
1997年の夏・冬コミックマーケットの2回に分けて、2冊の同人誌として頒布された。頒布元は、同人サークル「六道館」。
- 私立戦隊ダイテンジン（上）コンディション・ブラック（1997年8月15日発行）
- 市立戦隊ダイテンジン（下）市街地における爆破とその効用（1997年12月28日発行）

## 単行本
大都社より「Daito Comics」として刊行されている。作者のデビュー作「ダブルインテンション」など4話も同時収録されている。
- 市立戦隊ダイテンジン 六道神士初期作品集（2001年4月20日発行）ISBN 4-88653-718-9